# Jerzy Antoni Jodko
Jerzy Antoni Jodko herbu Lis – marszałek lidzki w latach 1768–1783, podkomorzy lidzki w latach 1752–1768, wojski lidzki w latach 1750–1752, stolnik lidzki w latach 1744–1750, krajczy lidzki w latach 1732–1744.
Jako deputat i poseł na sejm elekcyjny z powiatu lidzkiego podpisał pacta conventa Stanisława Leszczyńskiego w 1733 roku. Poseł na sejm 1752 roku z powiatu lidzkiego. Poseł województwa wileńskiego na sejm koronacyjny 1764 roku. W 1764 roku na sejmie koronacyjnym wyznaczony do komisji do compositio inter status oraz wyznaczony ze stanu rycerskiego do Asesorii Wielkiego Księstwa Litewskiego.